# Robert Folk
Robert Elms Folk, född 5 mars 1949 i New York, New York, är en amerikansk kompositör för långfilm och TV-serier. 
Folk har examen från Juilliard School, där han även doktorerat och varit anställd vid fakulteten.

## Filmografi (urval
- 1982–1983 – Knots Landing (TV-serie) (2 avsnitt)
- 1982–1983 – Par i hjärter (TV-serie) (4 avsnitt)
- 1983–1984 – Maktkamp på Falcon Crest (TV-serie) (2 avsnitt)
- 1984 – Polisskolan
- 1984 – Svensexan
- 1985 – Polisskolan 2 – Första uppdraget
- 1986 – Polisskolan 3 – Begåvningsreserven
- 1987 – Can't Buy Me Love
- 1987 – Polisskolan 4 – Kvarterspatrullen
- 1988 – Polisskolan 5 – Uppdrag Miami Beach
- 1989 – Polisskolan 6 – Går under jorden
- 1990 – Den oändliga historien 2 – Nästa kapitel
- 1990 – Hotet från underjorden (okrediterad)
- 1991 – Rock-A-Doodle
- 1991 – Toy Soldiers
- 1993 – Laddat vapen 1
- 1993 – The Thief and the Cobbler
- 1994 – Polisskolan 7: Uppdrag i Moskva
- 1994 – Trollet i parken
- 1995 – Ace Ventura – Den galopperande detektiven rider igen
- 1997 – Inget att förlora
- 1998 – Djungelboken: Mowglis äventyr
- 2002 – Boat Trip
- 2005 – American Pie Presents: Band Camp
- 2008 – Beethovens stora genombrott